# 맥베스 (등장인물)

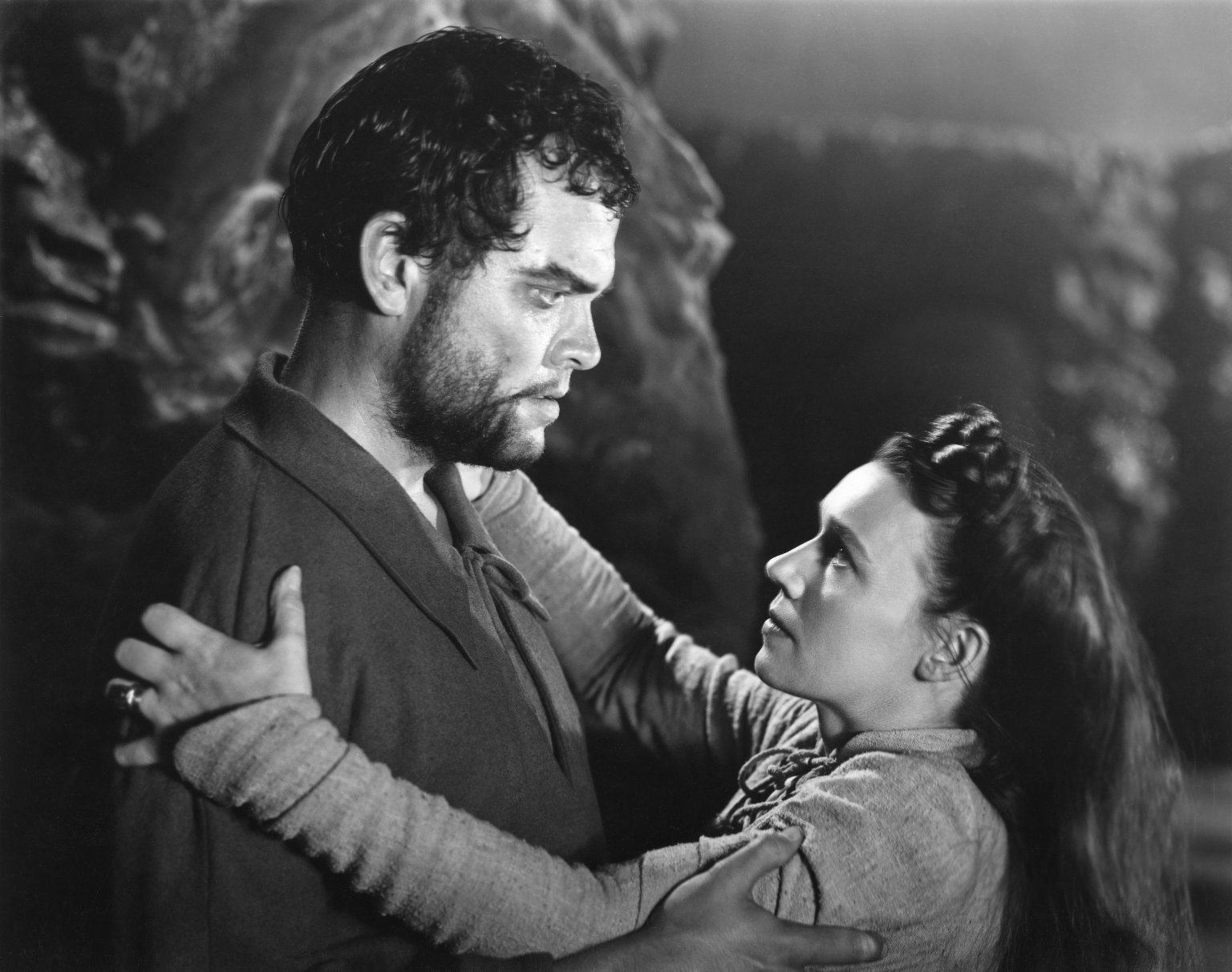

맥베스(Macbeth)는 윌리엄 셰익스피어의 4대 비극 중 하나인 『맥베스』의 주인공이며 표제인물이다. 실존인물인 알바 국왕 막 베하드 막 핀들라크를 모델로 만들었으며, 홀린셰드의 연대기(1587년) 내용을 상당부분 반영했다.
『맥베스』는 스코틀랜드에 피비린내 나는 내전이 벌어졌다는 이야기로 시작한다. 맥베스는 글람즈 종사로, 늙은 던컨 왕의 충신으로 처음 등장한다. 개인적으로는 왕과 사촌관계다. 맥베스는 내전에서 크게 활약하고, 내전이 성공적으로 진압되자 던컨은 맥베스와 그 부관 로하버르 종사 뱅쿠오에게 포상을 받기 위해 귀환하라는 전갈을 보낸다.
맥베스와 뱅쿠오는 황야를 건너가다가 세 명의 마녀와 마주친다. 마녀들은 맥베스에게 "글람즈와 코더의 종사"라고 인사를 올리고, 왕이 되실 것이라 예언한다. 한편 뱅쿠오는 그 자신은 절대 지배자가 될 수 없으나 그 혈통에서 왕이 나오리라 예언한다. 마녀들이 사라지자 왕의 전령이 도착한다. 전령은 코더 종사가 내전 때 반역자의 편에 서서 처형되었고 그 작위가 맥베스에게 수여되었다는 소식을 전한다. 맥베스는 마녀들의 첫 번째 예언이 맞아떨어지자 왕위에 욕심이 나기 시작한다. 뱅쿠오는 어둠의 존재들은 진실을 말하는 척 하면서 사실은 우리를 배신한다며 마음에 두지 말라고 충고하지만 귓등으로 흘려 버린다.
집에 돌아온 맥베스는 처에게 그간의 자초지종을 말한다. 그러자 맥베스 부인은 던컨을 죽이라고 남편을 적극 설득한다. 맥베스는 처음에는 거부하지만 부인이 자신을 겁쟁이라고 몰아붙이자 결국 마음을 바꾼다. 맥베스는 던컨과 근위병 두 명을 죽이고, 근위병 두 명이 던컨을 죽여서 자신이 그들을 죽인 양 꾸민다. 맥베스는 던컨을 죽이는 순간 “맥베스는 잠을 죽였다. 맥베스는 이제 잠들지 못한다”는 환청을 듣는다. 던컨의 두 왕자 맬컴과 도널베인은 국외로 도피하고, 맥베스가 왕관을 손에 넣는다.
맥베스는 자신의 권력에 장애물이 되거나 또는 될 것 같은 모든 것들을 잔혹하게 진압하면서 폭군이 된다. 맥베스는 마녀들의 세 번째 예언을 기억하고 뱅쿠오의 일족을 멸족시키기로 한다. 맥베스는 뱅쿠오와 그 아들 플레언스에게 각각 자객을 보내고, 세 번째 자객을 보내 앞의 둘을 돕게 한다. 뱅쿠오는 암살당하지만 플레언스는 살아남는다. 두려움에 사로잡힌 맥베스는 다시 마녀들을 찾아간다. 마녀들은 맥베스가 “버넘 숲의 나무가 둔시네인(맥베스의 거성) 앞까지 움직이지 않는 이상 패배할 수 없”으며, “여자의 태로부터 태어난 남자”는 맥베스를 해할 수 없다고 말한다. 이 말을 들은 맥베스는 자신은 천하무적이라고 여기고 자신감을 되찾는다. 맥베스는 맥더프를 죽이려고 자객을 보낸다. 맥더프는 살아서 도망가지만 맥더프 부인과 맥더프의 아들을 비롯한 일가족은 모두 살해당한다. 맥더프는 복수를 맹세하고 맬컴에게 합류해 맥베스에게 반란을 일으킨다.
한편 맥베스 부인은 죄책감을 이기지 못해 자살한다. 혼자 남겨진 맥베스는 인생이 공허하다고 한탄한다. 이후 맬컴의 반군이 버넘 숲의 나무들을 베어 방패 삼아 진군해 오고, 맥더프는 모친의 성기를 통해 태어나지 않고 자궁을 갈라 제왕절개로 태어났기에 "여자의 태"로부터 태어나지 않았다는 것이 밝혀진다. 마녀들이 말장난을 했음을 깨달은 맥베스는 절망하지만, 이내 최후 발악으로 맥더프에게 온 힘으로 맞선다. 치열한 싸움 끝에 맥더프가 맥베스를 죽이고, 그 목을 잘라 효수한다.
영화화된 맥베스를 연기한 배우로는 숀 코너리, 샘 워싱턴, 오손 웰스, 이언 맥켈런, 대니얼 데이루이스, 제임스 매커보이, 에단 호크, 마이클 패스벤더 등이 있다.